# Scheuerle Fahrzeugfabrik
Scheuerle Fahrzeugfabrik (kurz Scheuerle, Eigenschreibweise TII SCHEUERLE) ist ein deutsches Unternehmen mit Sitz in Pfedelbach, Baden-Württemberg. Es handelt sich um einen der ältesten und international führenden Hersteller von Schwerlastfahrzeugen. Unter der Leitung von Willy Scheuerle wurde beispielsweise der erste moderne Tieflader entwickelt. Mittlerweile gehört Scheuerle zu Transporter Industry International (kurz TII) von Otto Rettenmaier.

## Geschichte

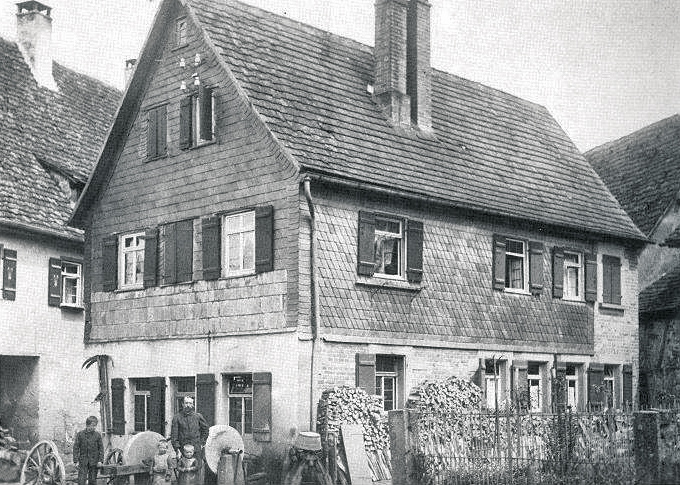
Historische Schmiede in Pfedelbach

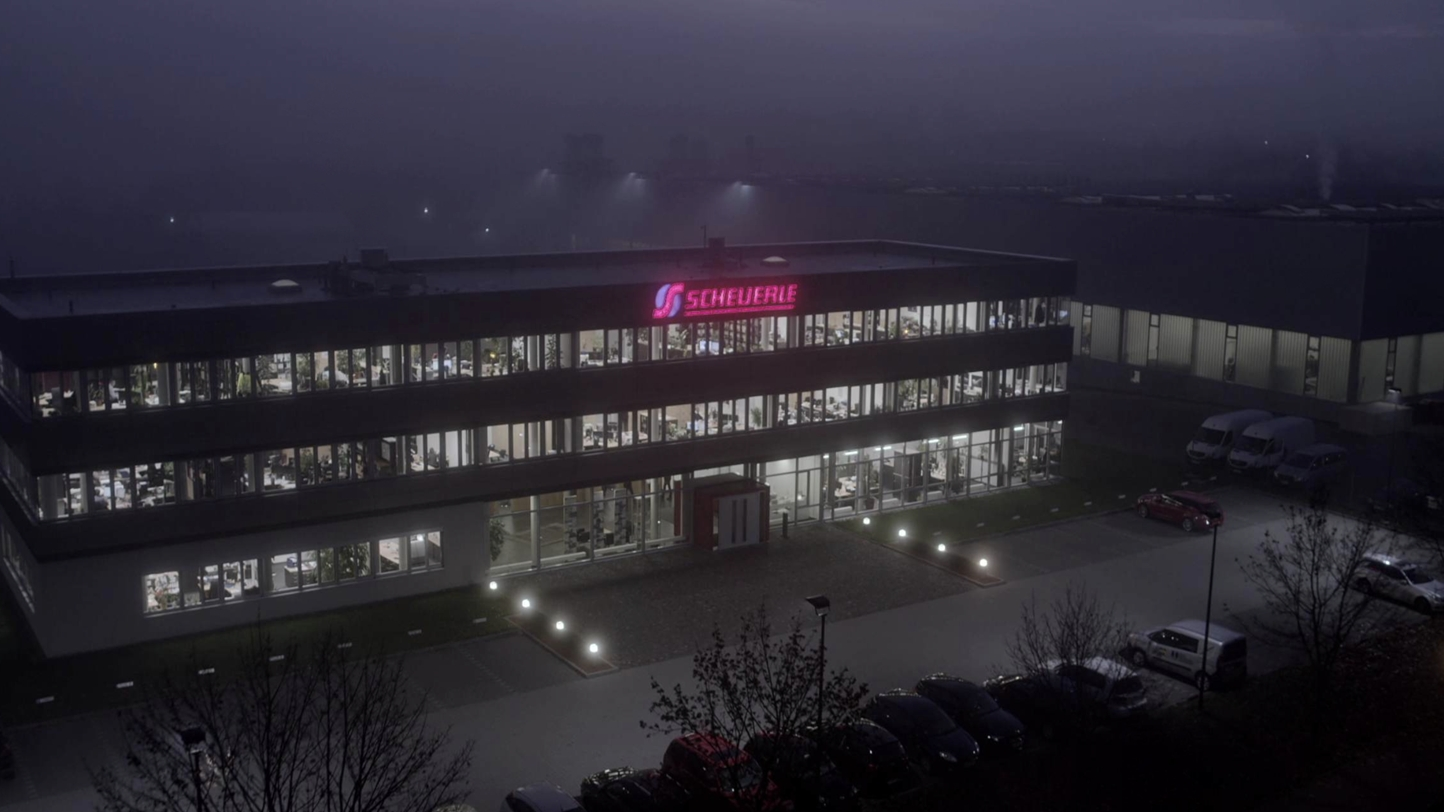
Zentrale (Verwaltung) von Scheuerle (2020)

### Vorgeschichte
1869 erwarb Christian Scheuerle, der Großvater von Unternehmensgründer Willy Scheuerle, eine Schmiede in Pfedelbach im fränkisch geprägten Nordosten Baden-Württembergs. Dort wurden Pferde beschlagen und Eisenreifen glühend auf Holzräder gezogen. Christian Scheuerle führte diese mit kleineren Aufträgen durch den Ersten Weltkrieg bis in die 1930er Jahre, später wurde die Schmiede von seinem Sohn weitergeführt.

### Willy Scheuerle
Auf Wunsch seines Vaters machte Willy Scheuerle in der väterlichen Schmiedewerkstatt eine Lehre und schloss nach der Gehilfenzeit mit einer Gesellenprüfung ab. Der Schmiedeberuf befriedigte Willy Scheuerle nicht. Durch persönliche Weiterbildung wurde er von der Ingenieurschule in Esslingen (heute: Hochschule Esslingen) zum Studium des Maschinenbaus zugelassen. Nach bestandenem Examen arbeitete er im Konstruktionsbüro für Benzinmotoren der Maybach Maschinenfabrik in Friedrichshafen. Von dort aus wagte er den Sprung in die Selbständigkeit und kehrte in sein Heimatdorf Pfedelbach zurück. Dort stellte er eine Drehbank auf und baute abgewrackte Automobile in luftbereifte landwirtschaftliche Fahrzeuge um. Zu dieser Zeit entstanden auch die ersten Tieflader, mit denen er so erfolgreich war, dass er 1938 auf der Kelterwiese am Ortsausgang von Pfedelbach eine Werkshalle errichtete.
Im Zweiten Weltkrieg wurde er zur Firma Maybach in Friedrichshafen zurückgerufen, wo er an der Entwicklung eines Benzinmotors für den deutschen Panzer „Tiger“ mitarbeitete. Er wurde in den Kriegsdienst eingezogen und kam in Kriegsgefangenschaft, aus der er 1948 nach Pfedelbach zurückkehrte. Die Fabrikhalle wurde im Zweiten Weltkrieg zerstört.

### Gründung der Willy Scheuerle Fahrzeugfabrik
Nach dem Wiederaufbau stellte Scheuerle im Jahr 1949 den ersten modernen Tieflader mit Allradlenkung und ausfahrbaren Fahrwerken vor. 1950 wurde das erste Schwerlastfahrzeug bis vierzig Tonnen fertiggestellt. Ein großer Auftrag der französischen Besatzungsmacht für hundert Fahrzeuge für den Transport von Panzern und Baumaschinen brachte den unternehmerischen Durchbruch.
Im Handelsregister von Öhringen wird das Unternehmen erst am 21. Mai 1953 als Einzelunternehmen als „Willy Scheuerle Fahrzeugfabrik“ registriert. Scheuerle wurde von seiner Ehefrau Lotte Scheuerle (* 21. Mai 1916, † 23. Juli 2019) unterstützt, die als Prokuristin für den Verkauf und die Buchhaltung zuständig war. Erst später, als das Unternehmen als Willy Scheuerle Fahrzeugfabrik GmbH & Co. firmierte, war sie auch am Unternehmen beteiligt.

### Wachstum
Scheuerle führte ein Baukastensystem ein, das die Produktion von Fahrzeugen mit Nutzlasten von 10 bis 100 Tonnen ermöglichte. Diese waren noch mit einem mechanischen Achsenausgleich ausgestattet, ehe Scheuerle Mitte der 1950er Jahre die hydraulisch abgestützte Pendelachse entwickelte. Es folgten zahlreiche weitere Innovationen, etwa im Bereich der hydraulischen und der elektrischen Vierweglenkung.
Große internationale Bekanntheit erreichte Scheuerle 1960 mit dem Transport des Tempels von Abu Simbel in Ägypten. Unter anderem wurde eine rund 100 Tonnen schwere Statue des Herrschers Ramses II. auf Fahrzeugen des Unternehmens vom Kairoer Stadtzentrum zum Tal der Pyramiden bewegt. In den folgenden Jahrzehnten spezialisierte man sich auf den Transport besonders schwerer Lasten wie Jumbo-Jets und Offshore-Plattformen.
Mit Gesellschaftsvertrag vom 19. Mai 1978 wurde das Unternehmen in die Willy Scheuerle Fahrzeugfabrik GmbH & Co. gewandelt und Ehefrau Lotte und die 3 Töchter am Kapital beteiligt. Nach dem Tod von Willy Scheuerle am 2. Oktober 1985 übernahm seine Witwe Lotte Scheuerle die Geschäftsführung. Willy Scheuerle war Ehrenbürger von Pfedelbach, dort im Gemeinderat und im Kreistag vertreten und Träger des Bundesverdienstkreuzes.

### Konkurs
Ungeachtet der innovativen Vorreiterrolle geriet Scheuerle Mitte der 1980er Jahre in wirtschaftliche Schwierigkeiten. 1987 ging der Umsatz von 50 auf 40 Mio. DM zurück. Das Unternehmen beschäftigte zu diesem Zeitpunkt 350 Arbeitnehmer. Grund für die Schwierigkeiten war die große Exportabhängigkeit in den Dollar-Raum und eine Änderung der nachgefragten Produkte. Die Kosten, insbesondere die Personalkosten, wurden an den sinkenden Umsatz nicht angepasst. Am 23. Dezember 1987 beantragte das Unternehmen beim Amtsgericht Schwäbisch Hall die Eröffnung des gerichtlichen Vergleichsverfahrens zur Abwendung des Konkurses. Der Stuttgarter Rechtsanwalt Volker Grub wurde als Vergleichsverwalter bestellt.
Der Vergleichsverwalter verfolgte ein umfassendes Sanierungskonzept: Um Personalkosten zu sparen wurde die Belegschaft durch Entlassungen auf 288 Arbeitnehmer reduziert. Er gründete als Auffanggesellschaft die Scheuerle Fahrzeugfabrik GmbH, die Produktion, Vertrieb und 288 Arbeitnehmer übernahm. Das Anlagevermögen mit den Grundstücken blieb in der Willy Scheuerle Fahrzeugfabrik GmbH & Co. zurück. Damit entstand die Trennung zwischen Besitz- und Produktionsgesellschaft. Über die Besitzgesellschaft, die Scheuerle Fahrzeugfabrik GmbH & Co., wurde am 29. Januar 1988 vom Amtsgericht Schwäbisch Hall das Anschlusskonkursverfahren eröffnet, welches am 14. Juni 1988 mit einem Zwangsvergleich mit einer Quote in Höhe von 28 % wieder beendet wurde.

### Unter Rettenmaier
Bereits vor Ende des Konkurses, am 14. März 1988, übernahm Otto Rettenmaier – unter der Bedingung, dass der Zwangsvergleich klappen würde – mit einem komplexen Vertragswerk mit 19 notariellen Einzelverträgen und weiteren 9 privatschriftlichen Verträgen beide Unternehmen und zwei Zuliefererunternehmen aus dem Besitz der Familie Scheuerle.
1995 kaufte Rettenmaier auch Nicolas Industrie, ein konkurrierendes Unternehmen. Scheuerle und Nicolas wurden unter dem Dach einer Holding zusammengeführt, zu der seit 2004 auch Kamag Transporttechnik gehört. Sie deckt die gesamte Palette des Schwerlasttransports ab.

## Unternehmensstruktur
Die Scheuerle Fahrzeugfabrik GmbH ist eine Gesellschaft mit beschränkter Haftung nach deutschem Recht. Sie wurde 1988 mit einem Stammkapital von einer Million Mark in das Handelsregister des Amtsgerichts Schwäbisch Hall eingetragen. Der Gegenstand des Unternehmens erstreckt sich auf die Herstellung und den Vertrieb von Fahrzeugen jeder Art sowie alle verwandten Geschäfte, einschließlich der Errichtung und dem Erwerb ähnlicher Unternehmen.
Die Geschäftsführung von Scheuerle nehmen Filippo Baldassari und Thomas Müller wahr, zudem sind mehrere Prokuristen bestellt. Es besteht ein Ergebnisabführungsvertrag mit der Transporter Industry International GmbH, die als Gesellschafterin beherrschenden Einfluss ausübt. Die Holding wiederum befindet sich im Besitz einer Beteiligungsgesellschaft von Otto Rettenmaier.

## Produkte
Der Tieflader-Hersteller Scheuerle konstruiert und produziert unter anderem selbstangetriebene Modul-Transporter (SPMT), gezogene Modulfahrzeuge und Satteltiefbetten für den Straßentransport sowie Powerbooster, aber auch Aufbauten und Zubehör für Luft-, Raumfahrt- und Windkraft-Transporte. Dazu kommen verschiedenste Dienstleistungen etwa in der Wartung und der Schulung.
Zu den Kunden von Scheuerle zählen Mittelständler wie Multilift und Großkonzerne wie Siemens, die besonders schwere Lasten verfrachten müssen. Das Unternehmen ist ein Beispiel für sogenannte „Hidden Champions“, die weltweit überdurchschnittlich erfolgreich sind. Internationale Aktivitäten außerhalb Europas machen einen Großteil des Geschäfts aus.
Galerie (Auswahl)

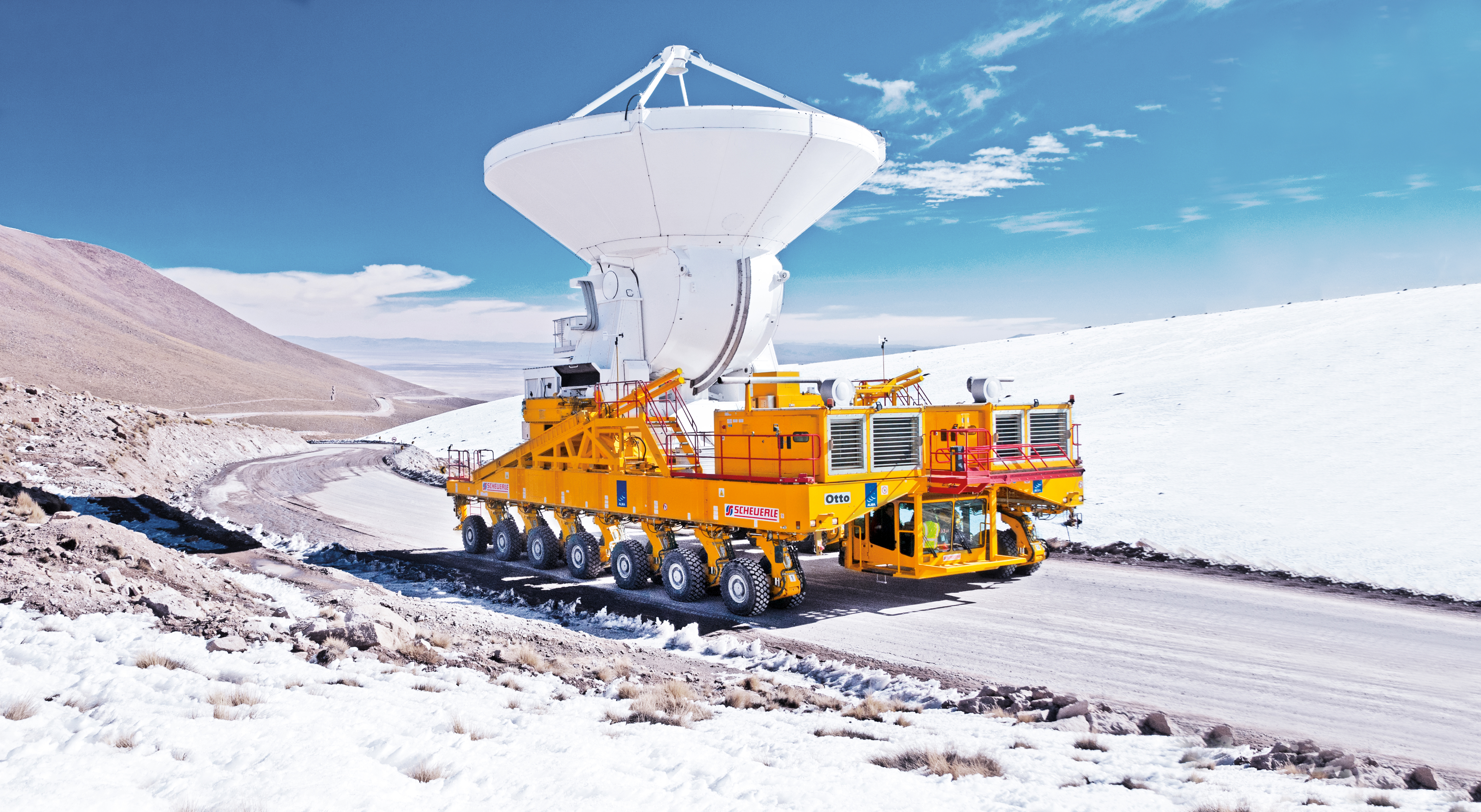
Antennentransporter „Otto“
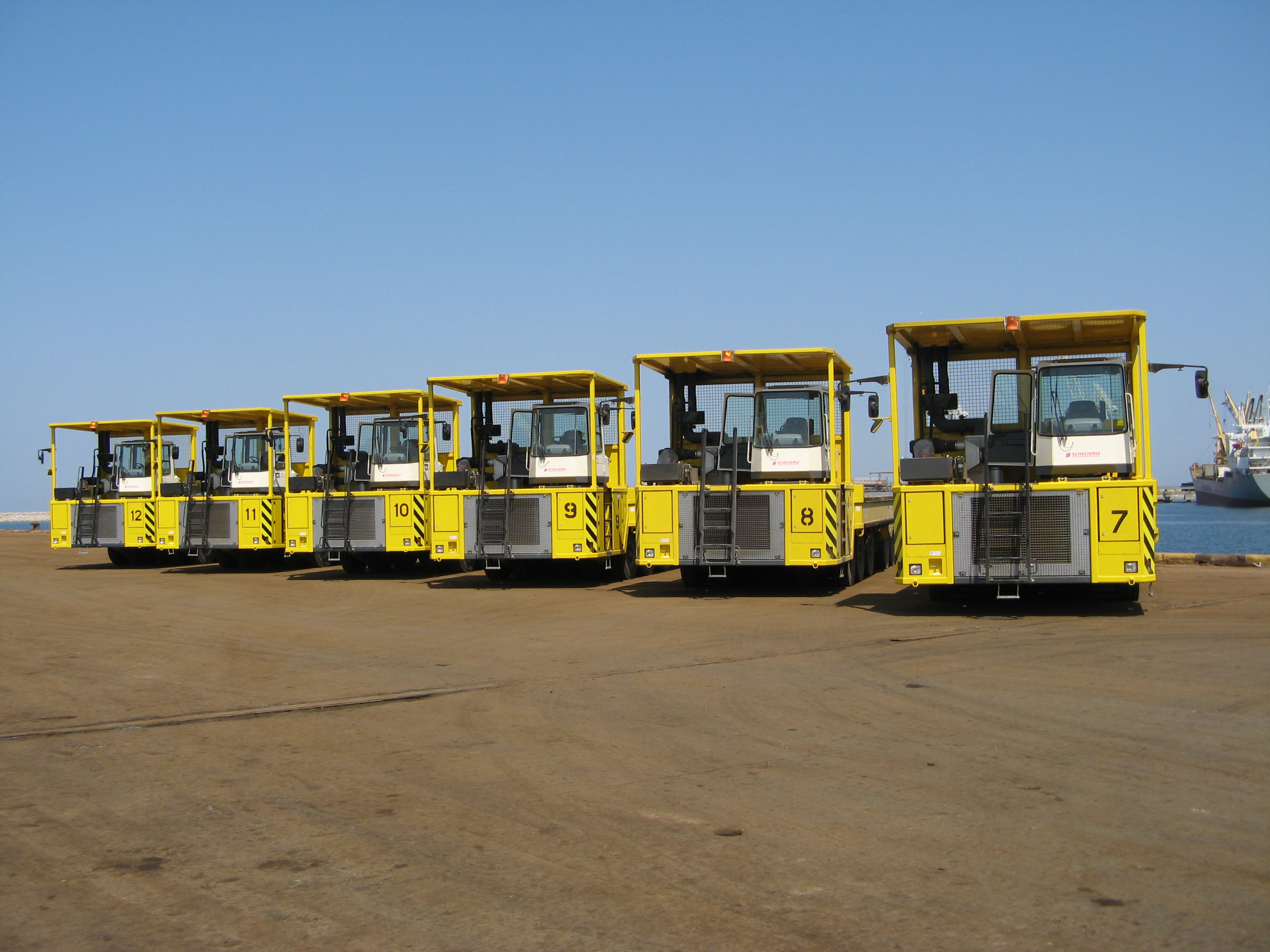
Industriehubtransporter
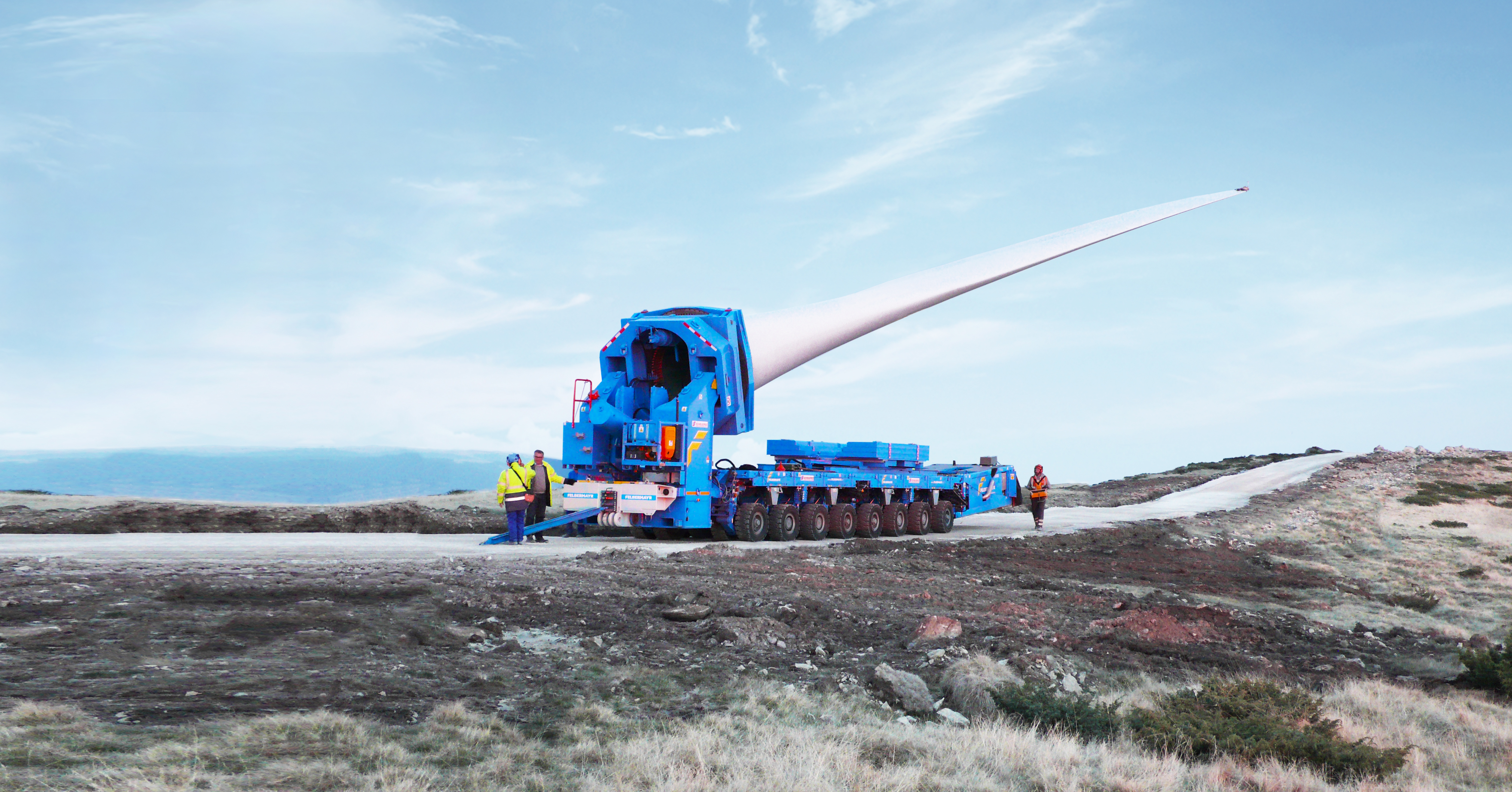
Rotorblattadapter
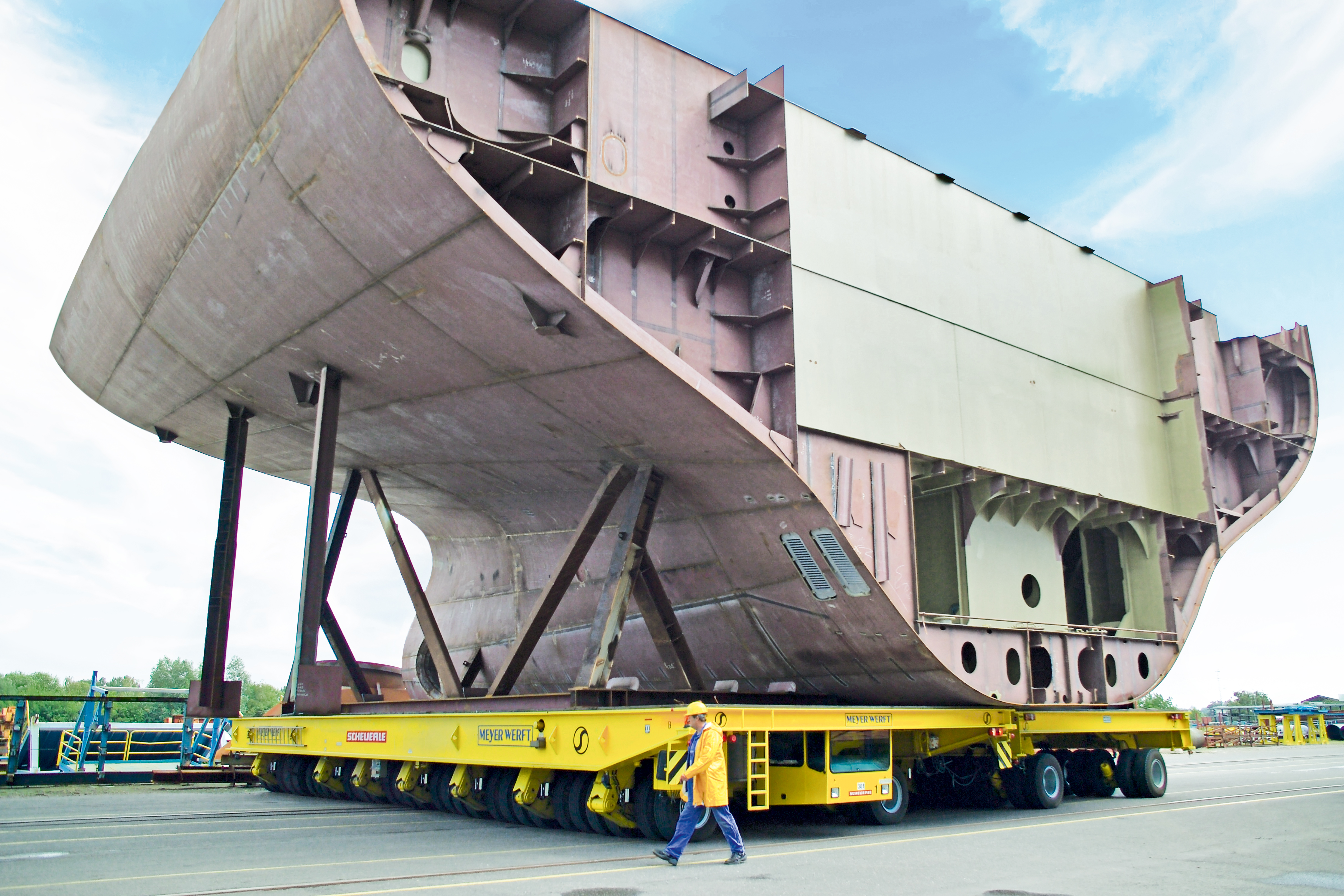
Schiffsektionstransporter
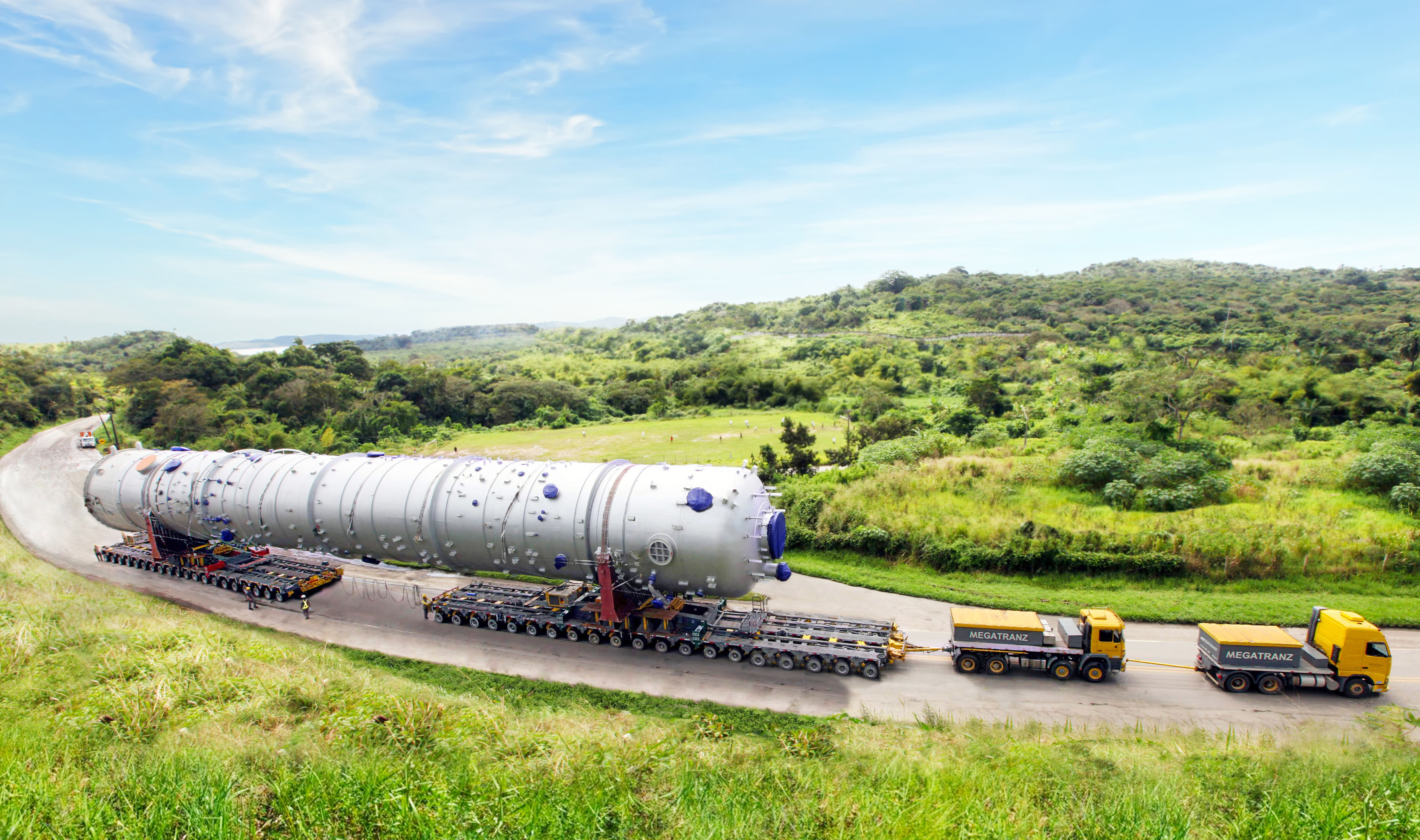
Schwerlastmodul „InterCombi“
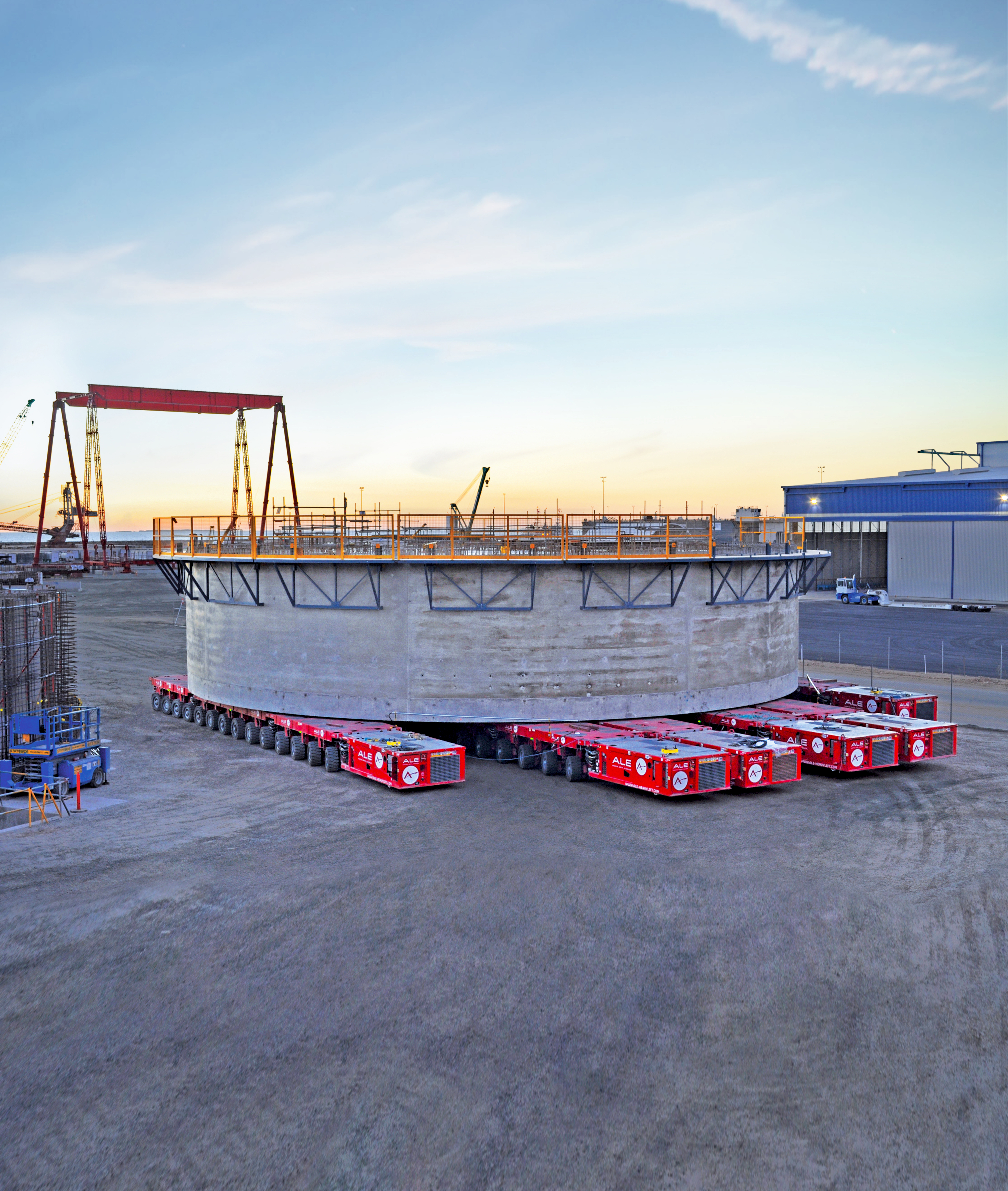
Schwerlastmodul
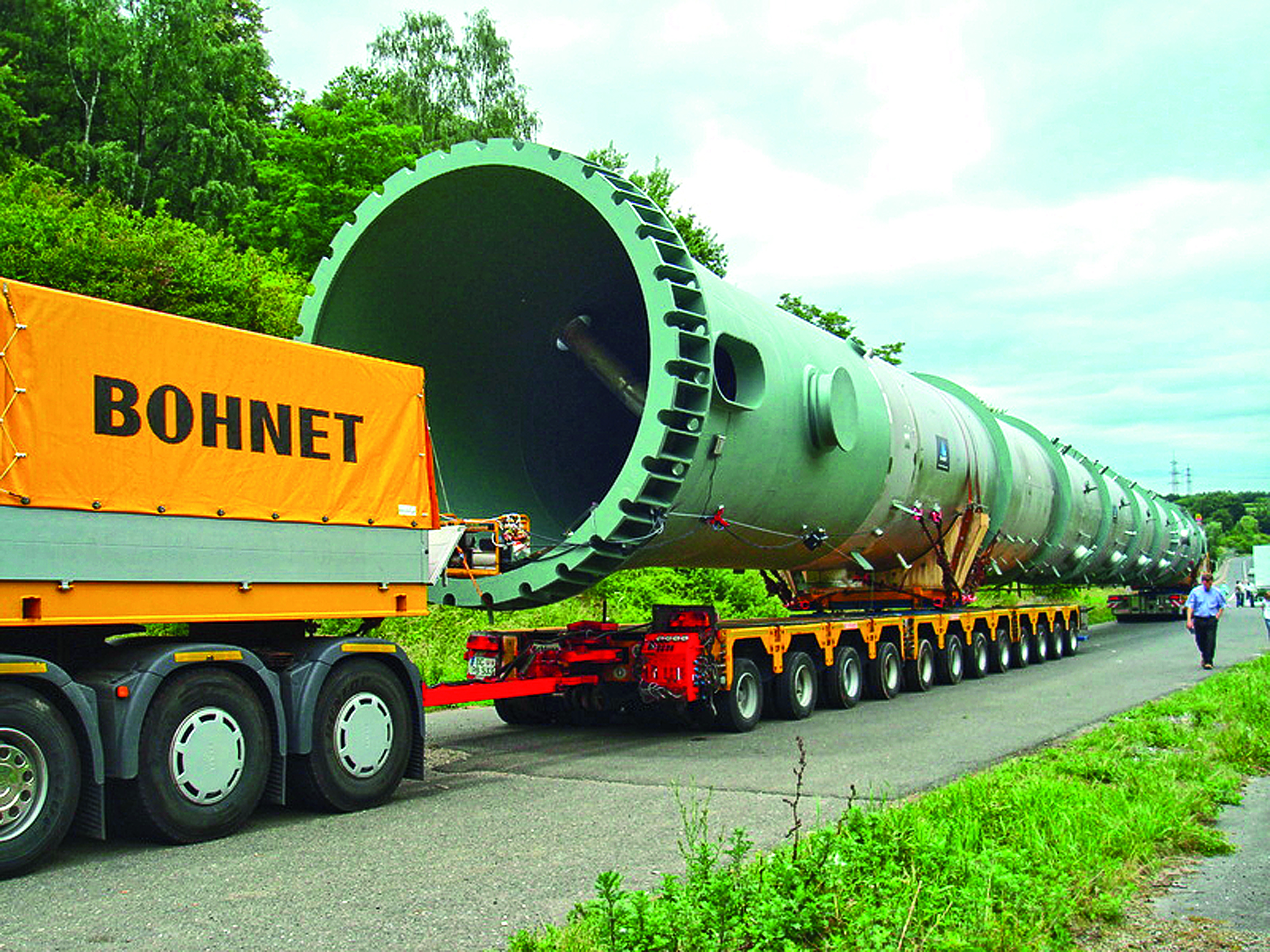
Schwertransport Anlagenbauteil
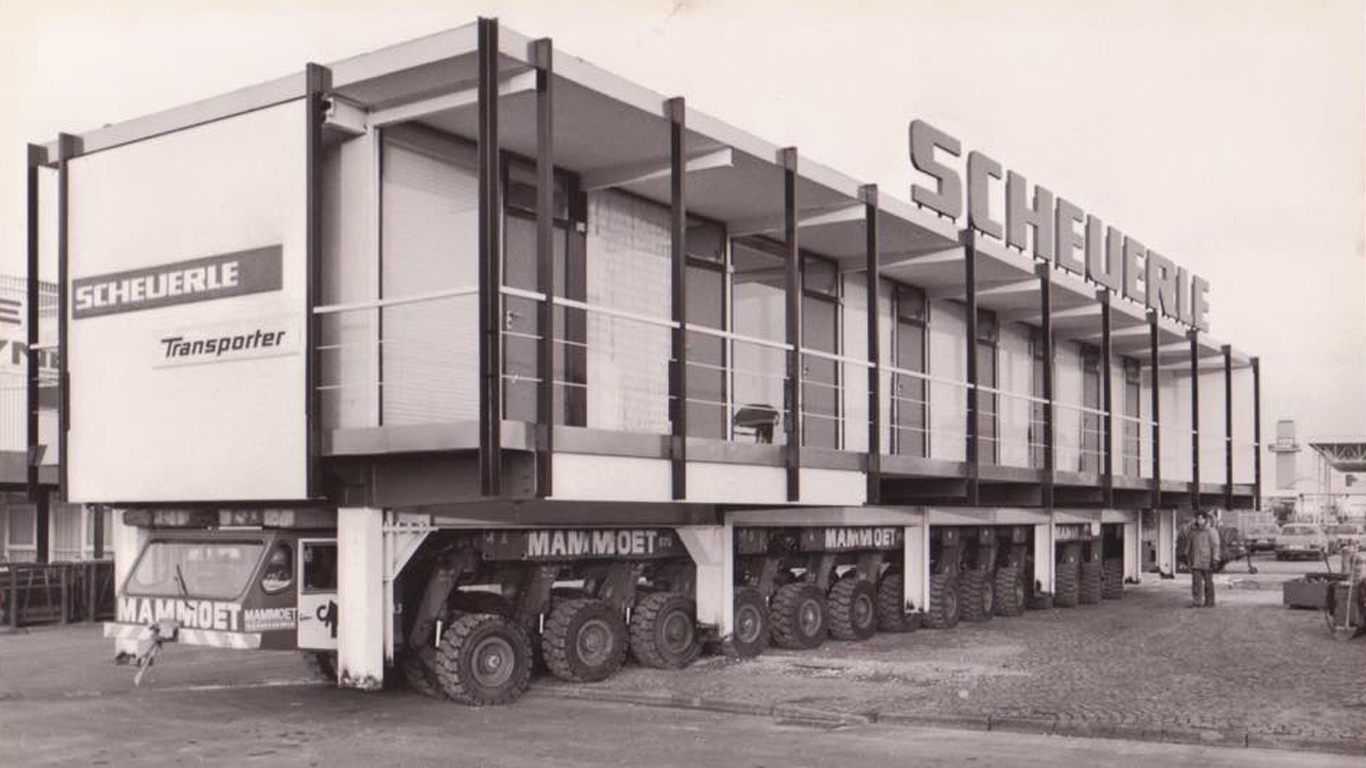
Self-Propelled Modular Transporter (SPMT)
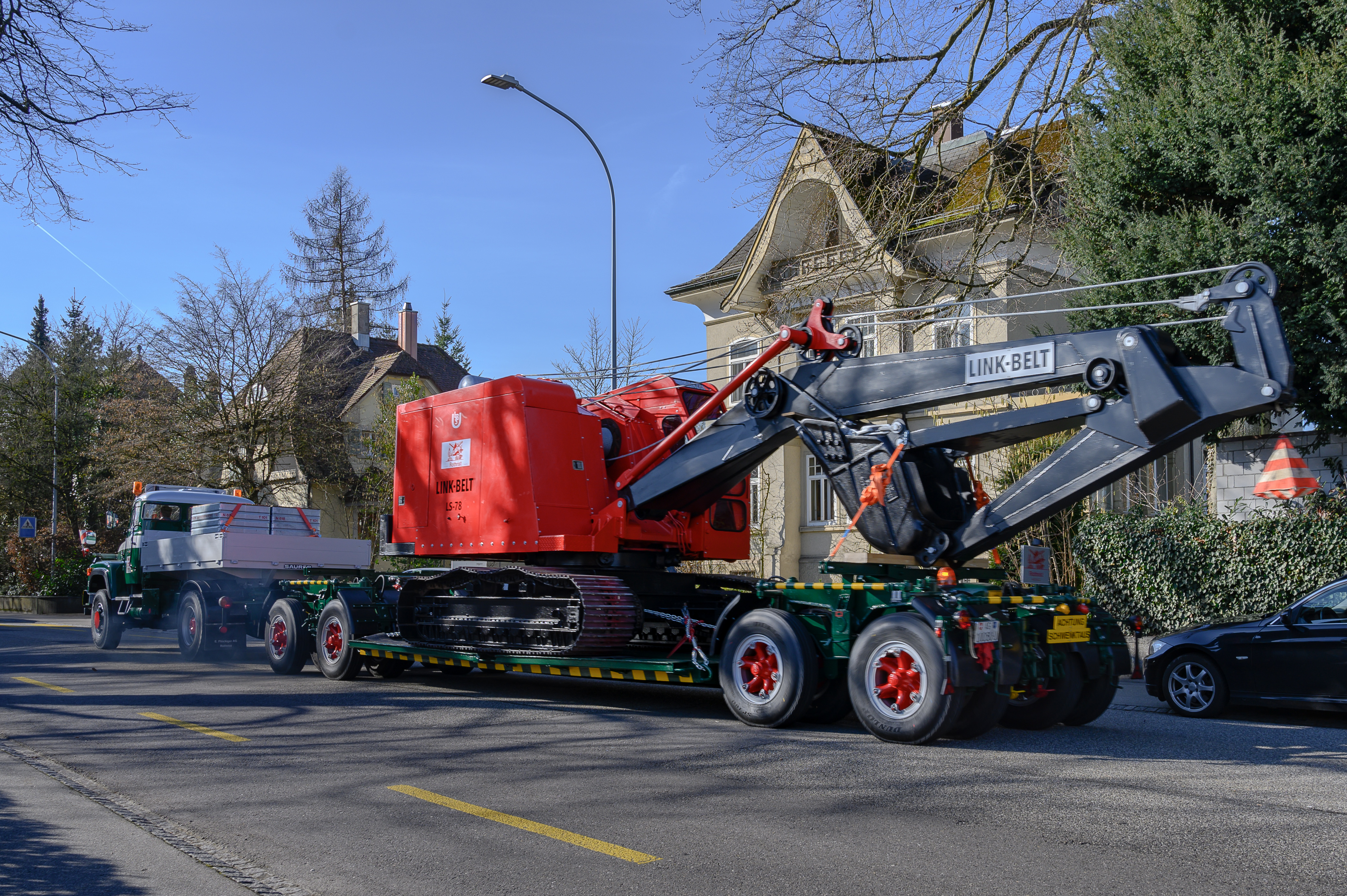
Tiefbettanhänger
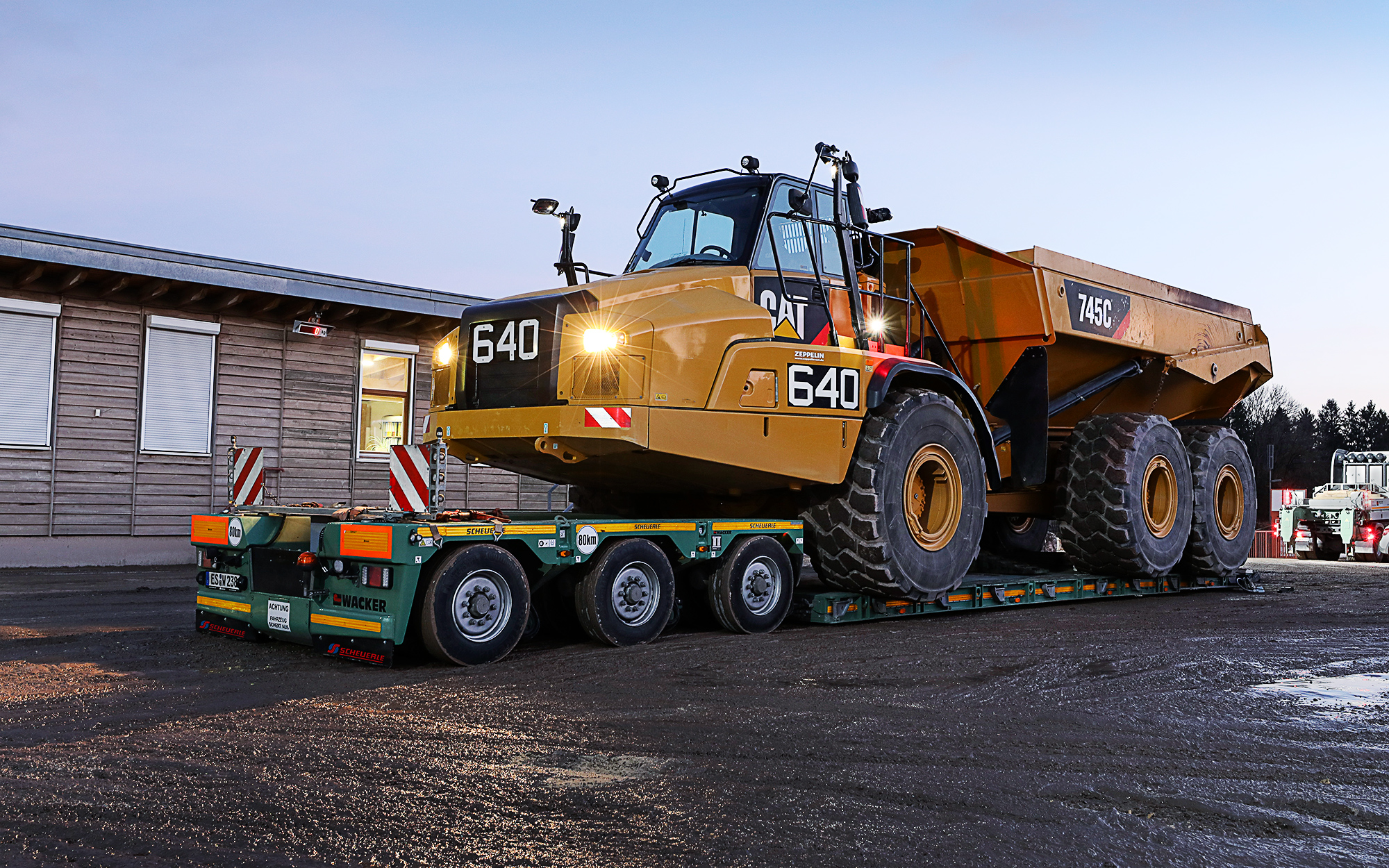
Tiefbettauflieger „EuroCompact“
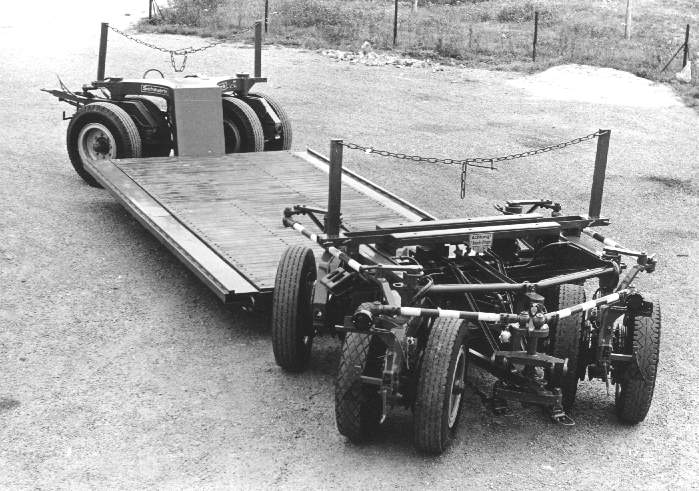
Tieflader

## Trivia
Der Südwestrundfunk (SWR) strahlte im Dezember 2015 in der Reihe „made in Südwest“ eine TV-Dokumentation über Scheuerle aus. Darin spielen moderne Modultransporter mit hydraulischen Pendelachsen eine entscheidende Rolle.